# Hardbrood
Un haardbrood (trad. litt. : pain dur) est un biscuit de mer néerlandais. Destiné jadis à la consommation en mer grâce à sa longue conservation, il est encore consommé dans la province de Groningue,, et il existe même en plusieurs variétés. Pour un diamètre d'une dizaine de centimètres, il a une épaisseur de 2 à 3 centimètres.
Le "pain dur" est également appelé "pain de terre" (aardbrood), principalement dans les régions où le h au début du mot est omis, comme c'est le cas dans la région de Midden-Groningue.